# Eletrodoméstico
Exemplo de eletrodomésticos.
Os eletrodomésticos são aparelhos eléctricos usados para facilitar várias tarefas domésticas, tais como cozinhar e conservar os alimentos, limpar a casa, tratar da roupa, no banheiro e nos cuidados de beleza e também como formas de entretenimento.
No Brasil, para efeitos legais existe a portaria 371 do Instituto Nacional de Metrologia, Qualidade e Tecnologia (INMETRO) que define quais equipamentos são considerados eletrodomésticos. Devido à complexidade do tema, foi elaborado pelo INMETRO um guia com orientações gerais sobre a portaria Inmetro/MDIC 371.

## Lista
Aparelhos de cozinha
- abre-latas elétrico
- batedeira
- cafeteira ou chaleira elétrica
- fogão
- forno
- forno de micro-ondas
- exaustor
- refrigerador
- geladeira
- liquidificador
- torradeira elétrica

Aparelhos de beleza
- alisador de cabelo
- secador de cabelo

Aparelhos de limpeza
- aspirador
- enceradeira
- máquina de lavar roupa
- máquina de lavar louça
- secadora

Aparelhos de entretenimento
- filmadora
- wi-fi
- Home theater
- leitor de DVD
- televisor
- leitor de CD
- rádio

Aparelhos de segurança
- fechaduras elétricas
- câmeras

Outros aparelhos domésticos
- máquina de costura
- computador
- Ferro de passar
- relógio
- console de jogos eletrônicos
- câmera digital
- telefone
- ar condicionado
- umidificador
- aquecedor
- ventilador